# Nefropati
Nefropati, av grekiskans nεφρός nephros, "njure" och πάϑος pathos, "lidande", syftar på sjukdomar som drabbar njuren. 